# Abacetus kandaharensis
Abacetus kandaharensis es una especie de escarabajo terrestre de la subfamilia Pterostichinae.  Fue descrito por Jedlicka en 1956. 